# Jesús Manzaneque
Jesús Manzaneque Sánchez (* 1. Januar 1943 in Campo de Criptana) ist ein ehemaliger spanischer Radrennfahrer und Sportlicher Leiter.

## Sportliche Laufbahn
Manzaneque war im Straßenradsport aktiv. Von 1962 bis 1981 war er als Berufsfahrer. Er begann seine Profikarriere im Radsportteam Licor 43 und blieb bis 1980 aktiv. Manzaneque gewann mehrere Etappenrennen in Spanien: die Vuelta a Asturias 1968, die Vuelta a Aragón 1969, die Vuelta Ciclista a la Rioja 1971 (vor José Casas García), die Vuelta a Cantabria 1973 (vor Luis Ocaña), die Vuelta a Asturias 1973 (vor José Pesarrodona), die Vuelta Ciclista a la Rioja 1973 (vor Francisco Galdós), die Vuelta a Aragón 1973 (vor Vicente López Carril), die Vuelta Ciclista a la Rioja 1974 (vor Juan Manuel Santisteban). Dazu kam der Sieg in der Portugal-Rundfahrt 1973. 1970 gewann er das Eintagesrennen GP Viscaya, 1969 und 1974 die Trofeo Elola.
Zweite Plätze holte Manzaneque in der Aragon-Rundfahrt 1970 hinter Luis Pedro Santamarina, in der Vuelta a Levante hinter Ventura Díaz, in der Baskenland-Rundfahrt 1974 hinter Miguel María Lasa, in der Vuelta a La Rioja 1975 hinter  Francisco Elorriaga, in der Baskenland-Rundfahrt 1975 hinter José Antonio González Linares, in der Aragon-Rundfahrt 1976 hinter Javier Francisco Elorriaga und in der Vuelta Ciclista a La Rioja 1979 hinter Eulalio García. Seinen letzten Sieg als Radprofi holte er 1976 auf einer Etappe der Ruta del Sol.
Manzaneque bestritt alle Grand Tours.

## Grand-Tour-Platzierungen
| Grand Tour            | 1964 | 1965 | 1966 | 1967 | 1968 | 1969 | 1970 | 1971 | 1972 | 1973 | 1974 | 1975 | 1976 | 1977 | 1978 | 1979 | 1980 |
| --------------------- | ---- | ---- | ---- | ---- | ---- | ---- | ---- | ---- | ---- | ---- | ---- | ---- | ---- | ---- | ---- | ---- | ---- |
| Vuelta a EspañaVuelta | 41   | 43   | 32   | 44   | –    | –    | 4    | –    | 7    | 10   | 24   | 10   | 25   | 34   | –    | 29   | 49   |
| Giro d’ItaliaGiro     | –    | –    | –    | –    | –    | –    | –    | 37   | 21   | –    | –    | –    | –    | –    | –    | –    | –    |
| Tour de FranceTour    | –    | –    | –    | –    | –    | –    | –    | 53   | –    | 39   | 46   | –    | DNF  | –    | –    | –    | –    |

## Familiäres
Sein Bruder Fernando Manzaneque war ebenfalls Radprofi.